# Flugplatz Látrar

i8
i11
i13
Der Flugplatz Látrar í Aðalvík lag in den Westfjorden von Island.
Nach dem Zweiten Weltkrieg hatten die Amerikaner vier Radarstationen im Lande errichtet und betrieben.
Eine davon lag mit einer Besatzung von etwa 100 Mann auf dem 377 m hohen Straumnesfjall im nordwestlichsten Zipfel der Westfjorde.
Zu dieser Radarstation wurde 1957 in der Bucht Látravík, einem Teil der Aðalvík, fast auf Meereshöhe, der Flugplatz Látrar í Aðalvík angelegt.
Die Start und Landebahn maß anfangs 350 × 25 m und wurde 1958 mit zerkleinertem Meeresgestein auf 487 m verlängert.
Angeflogen wurde die Station mit Flugzeugen vom Typ De Haviland L-20 Beaver von der Keflavík Air Base.
Eine etwa 10 km lange Piste verband die Bucht mit der Radarstation.
Obwohl der Flugplatz vom Militär errichtet und genutzt wurde, war er auch für Krankentransportflüge gelistet.
Schon 1960 wurde die Radarstation und mit ihr der Flugplatz wieder geschlossen.
Die Landebahn wird trotz fehlender Wartung bei Bedarf noch immer verwendet.
Nach über einem halben Jahrhundert ohne Wartung ist das ein Maßstab dafür, wie langlebig der Flugplatz angelegt wurde.